# عودة سدير (المجمعة)
عودة سدير، هي قرية من فئة (أ) تقع في محافظة المجمعة، والتابعة لمنطقة الرياض في السعودية. وتبعد عودة سدير عن محافظة المجمعة بمسافة تقارب () كم.